# Agostino Pinelli Luciani
Il Serenissimo Agostino Pinelli Luciani (Genova, 1537 – Genova, 1620) fu l'88º doge della Repubblica di Genova.

## Biografia
Esponente della famiglia Luciani, ascritta ai Pinelli nell'Albergo della nobiltà genovese, nacque nel capoluogo ligure nel 1537. Studioso in legge, all'età di 25 anni ricevette il suo primo incarico di rilievo per la repubblica rendendo gli onori al Governatore di Milano assieme al Magnifico Giovanni Battista Sauli; qualche anno dopo, non a Genova ma ai confini della stessa incontrò il duca di Alba.
Fu revisore dei Cambi, fece parte del Maggior Consiglio della Repubblica e per ben quattro volte fu estratto senatore e procuratore della Repubblica. In questo ruolo ricevette il duca Carlo Emanuele I di Savoia di ritorno dalla Spagna. Prima dell'elezione al dogato assunse altri incarichi di prestigio e di rappresentanza.
Facente parte della cosiddetta nobiltà "vecchia", e all'età di 72 anni venne eletto alla massima carica dogale con le elezioni del 1º aprile 1609: la quarantatreesima in successione biennale e l'ottantottesima nella storia repubblicana. Il suo dogato, all'inizio incerto, fu di ordinaria amministrazione e di tranquillità. Terminò il mandato il 2 aprile del 1611.
Procuratore perpetuo, morì a Genova nel corso del 1620 e il suo corpo venne sepolto all'interno dell'ex chiesa di Santo Spirito, dove lo stesso Agostino Pinelli Luciani fece erigere l'interna cappella di San Giovanni Battista.